# Un fluture galben numit Sfinx
Un fluture galben numit Sfinx (în franceză Un papillon jaune appelé Sphinx) este o piesă de teatru, o dramă epistolară a dramaturgului francez Christian Palustran, care a fost pusă în scenă de Patrick Schoenstein la Caveau de la Roëlle din Nancy, Franța, în 1988.

## Rezumat
Lucrarea este alcătuită din 33 de scrisori. Ele sunt împărțite în trei părți care corespund celor trei trimestre ale anului școlar.
Un elev necunoscut îi scrie profesoarei sale de matematică, punându-i o întrebare de algebră despre „infinit”. Elevul semnează cu X și îi cere profesoarei să-i răspundă în teancul de caiete corectate pe care aceasta le restituie elevilor. La început, ea este foarte reticentă, dar treptat corespondența îi face plăcere.
Ea îi mărturisește problemele de disciplină pe care le are cu clasa, tratamentul antidepresiv pe care îl urmează, chestiuni din viața personală și motivul pentru care nu mai poartă o broșă cu fluturi galbeni la geacă.
Profesoara ia tot mai des caietele la corectare pentru a coresponda mai des cu elevul. Din această cauză, începe să se confrunte cu probleme din partea părinților elevilor și a directorului școlii. În cele din urmă, ea îi cere elevului să-și dezvăluie identitatea.

## Analiză
Christian Palustran a spus că la scrierea piesei și-a propus „să scrie o dramă compusă doar din scrisori, cu emoții și întorsături, care să țină spectatorul în suspans...”.. Dar, potrivit unei recenzii din ziarul L'Est Républicain, lucrarea a fost percepută „nu chiar ca o dramă. Chiar s-ar putea spune că este vorba de o anchetă polițienească epistolară”. Pe de altă parte, Arielle Gondonneau de la revista Vivre à Yvetôt a văzut piesa ca „o dramă intimă în care se revarsă sentimentele tulburate și complicate ale adolescenței, sfâșiate între revoltă și dragoste nebună, între disperare — deghizată în modestie — și aroganță cinică...”.

## Puneri în scenă
Această lucrare a reprezentat Franța în 1988 la IATA Estivades din Marche-en-Famenne, Belgia.
În 1990, piesa a fost interpretată la Charleroi, Belgia și la Festivalul Universitar Spaniol din Valladolid de Théâtre du Belvédère, iar în 1991 la Centrul Național Francez de Dramă pentru Tineret din Lille (CDEJ) în regia lui François Gérard. A fost montată în diverse orașe ale Franței și în special la Paris, Espace Beaujon, în 2013, în regia lui Nadine Hermet, și la Chartres.
Lucrarea a fost tradusă și interpretată în diverse limbi și țări: în 2003, în România, la Teatrul Municipal din Baia Mare, în regia lui Gavril Pinte; în 2006, în Statele Unite ale Americii, New York City, New Loft Ensemble, 13th Street Repertory Theatre, în regia lui Josh Edelman.
A fost publicată într-o ediție trilingvă engleză-franceză-italiană și se numără printre piesele selectate pentru a reprezenta teatrul francez contemporan în cartea Répertoire du théâtre contemporain de langue française („Repertoriu de teatru contemporan de limbă franceză”) de Claude Confortès. A fost transcrisă și în alfabetul Braille.

## Publicații și traduceri
- Un papillon jaune appelé Sphinx, A Yellow Butterfly Called Sphinx, Una farfalla gialla chiamata Sfinge, La Fontaine, 2002, ISBN: 2-907846-64-7. Ediție trilingvă în franceză, engleză și italiană.